# Садр, Джавад
Джавад Садр (перс. جواد صدر‎; 1912–1990) был иранским дипломатом и политиком, занимавшим различные государственные и правительственные должности. Он был одним из иранских послов в Японии. Он был министром внутренних дел и министром юстиции в 1960-х годах.

## ранняя жизнь и образование
Садр родился в Тегеране в 1912 году. Он получил юридическое образование в Тегеранском университете и докторскую степень во французском университете.

## Карьера
После его окончания Садр начал свою карьеру в Министерстве внутренних дел. Затем он стал работать в Министерстве иностранных дел. Он был первым секретарем генерального консульства Ирана в Палестине с 1945 по 1947 год. Когда Абдольхоссейн Хажир стал премьер-министром в 1948 году, Садр был назначен главой бюро премьер-министра. Он продолжал занимать этот пост во время премьерства Мохаммада Саеда, Али Мансура, а также Хаджа Али Размара. Затем Садр был назначен начальником министерского бюро Министерства иностранных дел и генеральным директором акционерного общества при Министерстве внутренних дел. Его дипломатические посты включали члена миссии Ирана при Организации Объединённых Наций, временного поверенного в делах посольства Ирана в Югославии и посла в Японии.
7 марта 1964 года Садр был назначен министром внутренних дел в кабинет, сформированный премьер-министром Хасаном Али Мансуром. Он был повторно назначен на этот пост, когда 26 января 1965 года премьер-министр Амир-Аббас Ховейда создал новый кабинет министров. Садр находился у власти до 1967 года, когда он был назначен министром юстиции во второй кабинет Ховейды.
Садр сначала был частью Прогрессивного центра, а затем присоединился к Иранской партии Новин . Он был масоном, членом ложи Форуги.

## Дальнейшая жизнь и смерть
Садр был дважды арестован и заключен в тюрьму после смены режима в Иране в 1979 году. Он умер от рака в Тегеране в 1990 году после того, как вышел из тюрьмы.

## внешние ссылки
- Медиафайлы по теме Садр, Джавад на Викискладе